# Jen Ledger

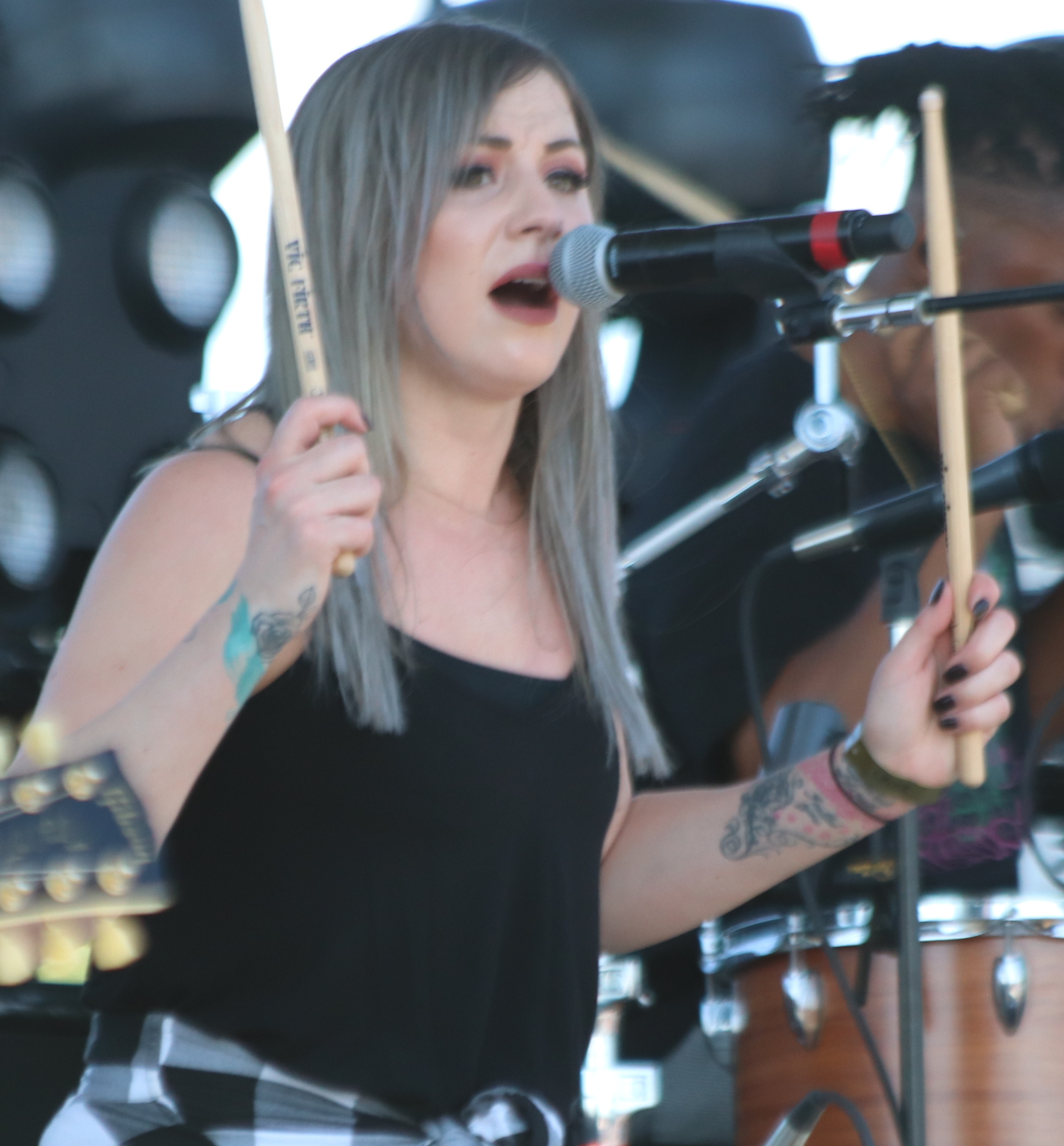
Jen Ledger, 2019

Jennifer Carole Ledger (* 8. Dezember 1989 in Coventry, West Midlands, England) ist eine britisch-amerikanische Schlagzeugerin und Sängerin. Bekannt wurde sie als Mitglied der US-amerikanischen Rockband Skillet, der sie seit 2008 angehört.

## Musikkarriere
Im Alter von 18 Jahren wurde sie bei Skillet Schlagzeugerin und ersetzte die Drummerin Lori Peters, die sich anderen Projekten widmen wollte.
Sie tourte bei Skillet ab der „Comatose World Tour 2008“ und nahm mit der Band die beiden bisher erfolgreichsten Alben Awake und Rise auf, bei denen sie auch in einigen Songs die zweite Leadstimme sang.
2010 wurde sie vom DRUM! Magazine auf Platz 1 der besten Schlagzeugerinnen aller Zeiten gewählt und auf Platz 8 der männlichen und weiblichen Drummer. Damit ist sie die einzige Frau, die sich in der Weltrangliste in der Top 10 befindet.
Mit Skillet verkaufte sie bisher rund 15 Millionen Platten (Skillet insgesamt circa 25 Millionen).
2014 war sie die bestverdienende Schlagzeugerin (Frauen) der Welt, mit rund 21 Millionen US-Dollar. Im Ranking bei Männern und Frauen belegte sie den 13. Platz, Platz 1 war Rob Bourdon (Linkin Park) mit 110 Millionen US-Dollar.
Mittlerweile geht sie auch ihrem eigenen Projekt nach, bei dem sie die Leadsängerin ist. Am 13. April 2018 veröffentlichte sie ihr erstes eigenes Album „Ledger Ep“ mit John Cooper als Backgroundsänger.

## Privates
Jen ist das jüngste von vier Kindern. Sie hat eine Schwester, Marie, und die Zwillingsbrüder Martin und David. Sie besuchte die Blue Coat Church School in Coventry. 2008 zog sie in die USA und wurde offizielles Mitglied bei Skillet.
Ihre Großmutter stammt aus Köln.
Am 1. April 2021 gab Ledger über Instagram bekannt, die amerikanische Staatsbürgerschaft erworben zu haben.